# Pharzites cingulatus
Pharzites cingulatus là một loài tò vò trong họ Ichneumonidae.